# فيليبا كناتسون
فيليبا كناتسون (بالسويدية: Filippa Knutsson)‏ هي سيدة أعمال ومصممة أزياء سويدية، ولدت في 12 نوفمبر 1965 في ستوكهولم في السويد.